# Filip Beckman
Filip Beckman (10 febbraio 2003) è un calciatore svedese, difensore del GAIS.

## Carriera
Cresciuto nel settore giovanile del GAIS, il 9 gennaio 2023 è stato promosso in prima squadra, ed il 26 febbraio ha fatto il suo esordio ufficiale nell'incontro di Coppa di Svezia vinto 2-1 contro i rivali cittadini dell'IFK Göteborg; ha segnato il suo primo gol tra i professionisti  il 13 maggio successivo nell'incontro di Superettan vinto 2-1 contro l'Öster; nel 2024, a seguito della promozione conquistata nell'annata precedente, ha invece esordito nella prima divisione svedese.

## Statistiche

### Presenze e reti nei club
Statistiche aggiornate al 5 luglio 2025.
| Stagione        | Squadra         | Campionato      | Campionato | Campionato | Coppe nazionali | Coppe nazionali | Coppe nazionali | Coppe continentali | Coppe continentali | Coppe continentali | Altre coppe | Altre coppe | Altre coppe | Totale | Totale | Totale |
| Stagione        | Squadra         | Comp            | Pres       | Reti       | Comp            | Pres            | Reti            | Comp               | Pres               | Reti               | Comp        | Pres        | Reti        | Pres   | Reti   |        |
| --------------- | --------------- | --------------- | ---------- | ---------- | --------------- | --------------- | --------------- | ------------------ | ------------------ | ------------------ | ----------- | ----------- | ----------- | ------ | ------ | ------ |
| 2023            | GAIS            | S1              | 16         | 2          | CS+CS           | 2+1             | 0               | -                  | -                  | -                  | -           | -           | -           | 19     | 2      |        |
| 2024            | GAIS            | A               | 16         | 1          | CS+CS           | 0               | 0               | -                  | -                  | -                  | -           | -           | -           | 16     | 1      |        |
| 2025            | GAIS            | A               | 9          | 0          | CS+CS           | 1+0             | 0               | -                  | -                  | -                  | -           | -           | -           | 10     | 0      |        |
| Totale carriera | Totale carriera | Totale carriera | 41         | 3          |                 | 4               | 0               |                    | -                  | -                  |             | -           | -           | 45     | 3      |        |